# 日本プロジェクト産業協議会
一般社団法人日本プロジェクト産業協議会（にほんプロジェクトさんぎょうきょうぎかい、英: Japan Project-Industry Council、略称：JAPIC）は、民間諸産業による業際的協力と産官学民の交流を通じて叡智を結集し、国民の安全安心と持続可能で豊かな社会づくりに向けて、諸課題の研究並びに実現活動を行う一般社団法人である。

## 概要
- 所在：東京都中央区日本橋茅場町3-2-10 鉄鋼会館6階[1]
- 理事長：進藤孝生（日本製鉄株式会社代表取締役会長）[2]
- 法人番号：9010005004417

## 組織
- 国土・未来プロジェクト研究会[1]
- 国土委員会[1]
- 地域創生委員会[1]
- 環境委員会[1]
- 水循環委員会[1]
- 国際競争・成長戦略委員会[1]
- 国家戦略課題委員会[1]
- 関西委員会[1]
- 中部委員会[1]
- 日本創生委員会[1]
- 大学への派遣講義（筑波大学、神戸大学）[1]